# 三里镇 (南陵县)
三里镇，是中华人民共和国安徽省芜湖市南陵县下辖的一个乡镇级行政单位。

## 行政区划
三里镇下辖以下地区：
三里街道社区、澄桥村、西峰村、辋峰村、孔村、山泉村、吕山村、西岭村、水闸村、牌楼村、新义村、双河村、热爱村、峨岭村、漳溪村、上马村和凤凰村。